# Eugenio Cuello Calón
Eugenio Cuello Calón (Salamanca, 20 d'octubre de 1879 - Santander, 11 de novembre de 1963) fou un jurista espanyol, membre de la Reial Acadèmia de Ciències Morals i Polítiques.

## Biografia
Va estudiar al Col·legi de San Clemente de los Españoles de Bolònia, així com a la Universitat de París, a la Universitat de Berlín i a la Universitat de Múnic. El 1910 fou catedràtic de dret penal de la Universitat de Granada, després ho fou a la Universitat de Barcelona i des de 1939 la Universitat de Madrid, i expert en penologia. Fou president de sessió de la Comissió General de Codificació, professor de l'Escola d'Estudis Penitenciaris de l'Instituto Nacional de Estudios Jurídicos, acadèmic de la Reial Acadèmia de Jurisprudència i Legislació, i des de 1944 de la Reial Acadèmia de Ciències Morals i Polítiques.

## Obra
- Derecho penal, Editorial Bosch, ISBN 9788471624314
- El proyecto del código penal alemán de 1919, Editorial Reus, 1924. ISBN 9788429000870
- Derecho penal: Penología, 1920.
- Cuestiones penales relativas al aborto, Editorial Libreria Bosch, Barcelona, 1931.
- La reforma penal en España, Reial Acadèmia de Ciències Morals i Polítiques, 1949. ISBN 9788472960640
- Tres temas penales, Editorial Bosch, 1955. ISBN 9788471623003
- La nueva penología, 1958.
- Derecho penal. (i-ii) Parte general, Editorial Bosch, 1971. ISBN 9788471620019
- La moderna penología, Editorial Bosch, 1974. ISBN 9788471622990
- Derecho Penal. Tomo I, Parte General, Editorial Bosch, 1975. ISBN 9788471626387
- Derecho Penal. Tomo II, Parte Especial, Editorial Bosch, 1975. ISBN 9788471626547
- Derecho Penal (Parte General), Editorial Bosch, 1980. ISBN 9788471628350